# 이즈미스나가와역
이즈미스나가와역(일본어: 和泉砂川駅, いずみすながわえき 이즈미스나가와에키[*])은 일본 오사카부 센난시에 위치한 서일본 여객철도의 역이다.

## 역 구조
섬식 승강장으로 2면 4선의 대피 시설을 갖춘 지상역이다. 이코카 및 제휴 교통카드의 사용이 가능하다.

### 승강장
| 1 · 2 | ■ 한와 선 | 히네노 · 오토리 · 덴노지 · 오사카(오사카 순환선) 방면 |
| 3 · 4 | ■ 한와 선 | 와카야마 방면                                         |

## 역사
- 1930년 6월 16일: 한와 전기 철도 이즈미후추 ~ 히가시와카야마 간의 노선 신설에 따라 개업하였다.
- 1940년 12월 1일: 회사 간 인수 합병에 따라 난카이 전기 철도 야마노테 선의 소속이 되었다.
- 1944년 5월 1일: 국유화에 따라 일본국유철도의 소속이 되었다.
- 1987년 4월 1일: 민영화에 따라 서일본 여객철도의 소속이 되었다.
- 2003년 11월 1일: 이코카의 사용이 개시되었다.

## 인접정차역
| 서일본 여객철도 한와 선                                                                                            | 서일본 여객철도 한와 선 | 서일본 여객철도 한와 선    |
| --- | ----------------------- | -------------------------- |
| 구마토리 덴노지 방면                                                                                               | ■ 한와 선 한와 라이너   | 와카야마 방면              |
| 히네노 덴노지 방면                                                                                                 | ■ 한와 선 쾌속·구간쾌속 | 기이 와카야마 방면         |
| 신게 덴노지 방면                                                                                                   | ■ 한와 선 보통          | 이즈미톳토리 와카야마 방면 |
| 쾌속·구간쾌속에는 간쿠·기슈지 쾌속, 직통 쾌속이 포함되며 보통에는 일부 기슈지 쾌속 및 구간 쾌속, B쾌속이 포함된다. |                         |                            |